# David Stuart (mayaniste)
Pour les articles homonymes, voir David Stuart et Stuart.
David Stuart (né en 1965) est un mayaniste américain, professeur d'art et d'écriture méso-américains à l'université du Texas à Austin. Il est le fils des mayanistes George et Gene S. Stuart. Il a largement contribué, dans le domaine épigraphique, au déchiffrement de l'écriture maya. Il enseigne depuis 2004 à l'université du Texas pour les départements d'art et d'histoire de l'art, et dirige dans cette même université le Mesoamerica Center, au sein duquel il supervise notamment le centre de recherche Casa Herrera établi au Guatemala en 2009.

## Biographie
Il a commencé à découvrir les sites archéologiques et les inscriptions mayas avec son père pendant son enfance. À l'âge de douze ans, il a participé aux travaux de recherche en épigraphie maya de Linda Schele à Palenque ; c'est également à cet âge de douze ans qu'il effectua sa première communication scientifique devant une cinquantaine d'experts.
À quinze ans, durant ses vacances d'été, il officie comme épigraphiste à l'occasion de fouilles archéologiques, et réalise une découverte déterminante qui fera évoluer la connaissance de la langue maya et son déchiffrage : un même phonème (son) peut être écrit de plusieurs manières différentes. Ainsi la complexité des glyphes mayas apparaît mieux : un seul glyphe peut comporter un logogramme (idéogramme) et un morphème lui-même s'écrivant de plusieurs façons possibles.
En 1983, à l'âge de 18 ans, il est devenu le plus jeune récipiendaire du prix MacArthur.
En 1995, il a obtenu son doctorat en anthropologie à l'université Vanderbilt et a ensuite enseigné à Harvard avant d'intégrer l'université du Texas à Austin en 2004.

## Publications
- Codirection avec Stephen D. Houston et Oswaldo Chinchilla Mazariegos, The Decipherment of Ancient Maya Writing, University of Oklahoma Press, 2001.
- Codirection avec S Houston et K Taube, The memory of bones: body, being, and experience among the Classic Maya, University of Texas Press, 2006.
- Codirection avec S Houston, Of gods, glyphs and kings: divinity and rulership among the Classic Maya, Antiquity 70 (268), 289-312, 1996.
- The arrival of strangers, dans Mesoamerica’s classic heritage: From Teotihuacan to the Aztecs, 465-513, 2000.
- Codirection avec S Houston et J Robertson, The language of Classic Maya inscriptions, dans Current anthropology 41 (3), 321-356, 2000.
- The fire enters his house”: Architecture and ritual in Classic Maya texts, Function and meaning in classic Maya architecture, 373-425, 1998.
- The inscriptions from Temple XIX at Palenque: A commentary, Pre-Columbian Art Research Institute, 2005.